# Енрико Албертози
Енрико Албертози (на италиански: Enrico Albertosi) е италиански футболист, вратар.

## Кариера
Албертози тренира футбол в академията на Специя за сезон, преди да направи дебюта си в Серия А на 18-годишна възраст за Фиорентина на 18 януари 1959 г., играейки в безрезултатно равенство с Рома. Въпреки тежката конкуренция на Джулиано Сарти през първите си пет сезона в Тосканския клуб, където първоначално е резерва, Албертози представлява Фиорентина до 1968 г., спечелвайки Купа Митропа през 1966 г., КНК през 1961 г. и 2 трофея Копа Италия през 1961 и 1966 г. По-късно, той преминава в Каляри, където помага за спечелването на легендарното първо и единствено Скудето през сезон 1969/70. След това е привлечен в Милан през 1974 г., където остава в продължение на шест години, а през сезон 1978/79 отново е шампион на Серия А.
Албертози е замесен в италианския скандал със залагания "Тотонеро" от 1980 г. и в крайна сметка е наказан за 2 сезона. След като Италия печели Световното първенство през 1982 г. в Испания, италианската футболна федерация решава да му позволи да играе отново. Той завършва кариерата си през 1984 г., след като играе два сезона с Елпидиензе в Серия Ц2, на 44 години. С 532 изяви в Серия А, той е 10-и по мачове за всички времена в Серия А.

## Отличия

### Отборни
Фиорентина
- Копа Италия: 1960/61, 1965/66
- КНК: 1960/61
- Купа Митропа: 1966

Каляри
- Серия А: 1969/70

Милан
- Серия А: 1978/79
- Копа Италия: 1976/77

### Международни
Италия
- Европейско първенство по футбол: 1968